# 新加坡语言

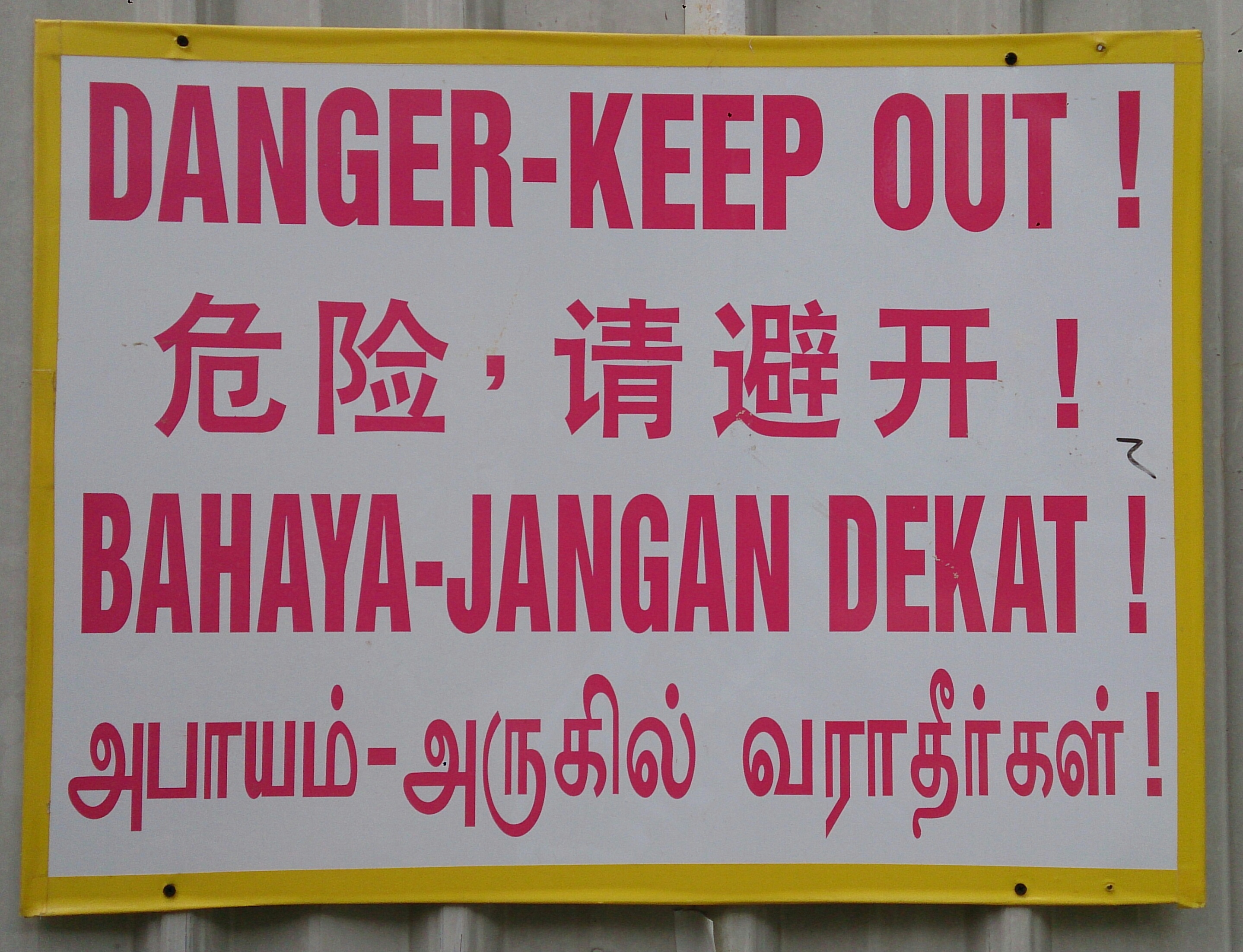
新加坡的四语警告标志。从上到下依次为：英语、华语、马来语和泰米尔语

新加坡流通的語言眾多。新加坡政府承认四种官方语言，即英语、马来语、华语（屬現代標準漢語）以及泰米尔语，其中馬來語被定為「國語」，全國的通用語則為英語。这些官方语言，连同多种其他语言，只不過在表面上反映出新加坡多元种族、多元文化以及多语言的性质（新加坡是單語社會）。2009年，新加坡存在着超过20种语言。新加坡殖民时期身为贸易港口，现今是著名的国际化贸易之中心点，长期以来吸引了来自亚洲和其他地区的外国人。他们所带来的语言极大地影响了新加坡的语言。
新加坡前期，岛上的通用语是巴刹马来语，為马来语和汉语的混合语，也是马来群岛的贸易语言。虽然现在许多岛上的人仍然继续使用，尤其是新加坡马来人，马来语已经被英语取而代之。由于英国统治新加坡的缘故，英语成为通用语，並在新加坡独立後立为主导语言。早期，英语用来团结各自有语言的各种族，依然是学术教育的主要语言。
閩臺片閩南語（在当地稱之为福建话）在短暂的一段时间内是华人之间的通用语，不过20世纪后期由华语完全取代。政府鼓励新加坡华人讲華語是因為新加坡政府想消滅族群文化並搞同化政策 21世纪，中国经济的崛起，新加坡政府便因此更鼓勵國人多讲華語。另一方面，非官話之漢語變體，例如福建话、潮州话、客家话、海南话和广东话被归类为“方言”。政府的语言政策和根据这种归类产生的语言态度的变化，导致这些语言的使用者随后下跌。身为新加坡四种官方语言之一，淡米尔语是印度语言中的主要语言；然而新加坡也有使用其他語言。像马来语一樣，学校允许使用不同種類的印度語言。
新加坡实行双语政策，学生不仅以英语学习，也学习自己的语言（實際上並不一定是自己的族語），美其名为“母语”。但是由於政府的語言政策，英语占优势的缘故致使在家中尤其是主要讲英语的华人使用自身語言渐渐减少。（见语言流失）。母語（福建話、客家話等）的流失也逐渐更加显著，因为广播媒体大量禁止其使用，年长人士使用比較多，其他年齡層比較少講。

## 英语为主要语言

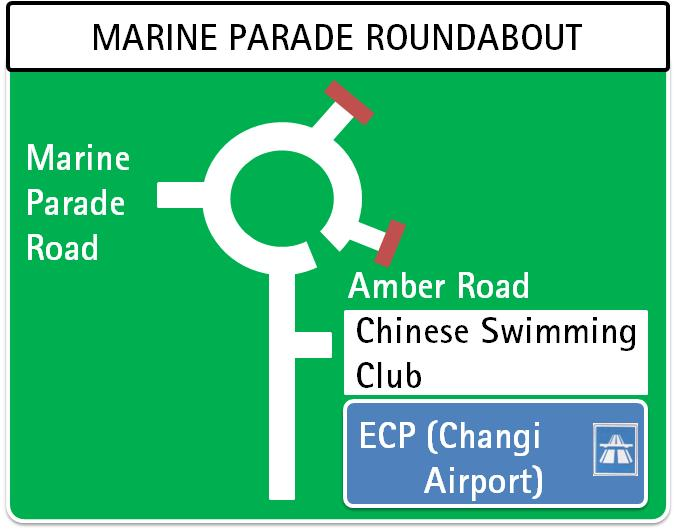
新加坡方向指示牌都是以英语写的。

新加坡英语為新加坡立國帶來不可或缺的认同感，英语是新加坡的官方語言之一，在新加坡教育制度中，英语是所有的科目（除母语课外）的教学媒介语。英语也是新加坡的行政语言，以及国际商业的重要语言之一。因为新加坡的殖民历史，新加坡英语按照英国英语的拼法。
1819年，当英国人在新加坡建立港口时，英语引入了新加坡。后来，新加坡成为英国殖民地，在殖民政府管制下，英语成为行政、法律以及商业语言。随着政府行政管制增加，基础设施与商业变得发达，人们也能受教育，发展新加坡当地讲英语的精英，因为如此，英语在新加坡人之间传播。当时，通过媒体渠道成功地大量使用英语，也使英语的可见度提升。
1959年新加坡获得自治以及1965年独立时，当地政府决定保留英语为主要语言，使经济效益最大化。既然英语作为全球商业、科技语言的地位不断上升，推广英语的使用会促进在全球经济的发展，融入全球经济。此外，以英语为通用语是作为新加坡多元种族之间的桥梁。而新加坡的所有学校都改用英语为教学媒介语，就能反映出对英语的重视。1960年代早期直至1970年代后期，由于更多的家长选择让孩子报读英语学校，报读英语小学的的学生从50%剧增至90%。就读华语、马来语、淡米尔语学校的学生因而下降，导致学校关闭。原以华语教学的南洋大学，雖然受到華人社群的阻力，但也改用英语为教学媒介语。
多年来，英语的使用急剧增加。新加坡目前是全亚洲最精通英语的国家。2009年12月，教育部长黄永宏指出，新加坡把英语作为家庭用语有上升的趋势。2009年报读小学的学生当中，华族和印度族学生有60%在家中主要讲英语，马来族学生有35%在家中主要讲英语。总体来讲，在新加坡，孩子上小学的家庭有56%主要使用英语。英语是32%的新加坡人的母语，但若是把第二语言使用者包括在内，英语就是新加坡人使用最多的语言。新加坡式英语，英语的混合语，在岛上也广泛使用。然而，当地政府不鼓励使用这个语言，较倾向于标准英语。

## 家庭用语
既然新加坡是亚洲各地移民的后代组成的社会，新加坡人原本的家庭用语未必是主导的通用语如英语，甚至是各自的母语。这些年来，由于政府语言政策的实行而使新加坡人接触于更占优势的语言，导致新加坡的家庭在一代或两代人后，经历家庭用语的变化。

### 汉族语言
汉语是最常使用的家庭用语，由51%的人口使用。下表列出1990年和2000年新加坡华族居民人口分布的家庭用语及其改变，有华语、其他汉语方言以及英语。
| 5岁以上的华族居民人口在家中最常使用的语言 | 5岁以上的华族居民人口在家中最常使用的语言 | 5岁以上的华族居民人口在家中最常使用的语言 | 5岁以上的华族居民人口在家中最常使用的语言 | 5岁以上的华族居民人口在家中最常使用的语言 | 5岁以上的华族居民人口在家中最常使用的语言 |
| 家庭用语                                  | 1990年                                    | 2000年                                    | 1990年（%）                               | 2000年（%）                               | 2010年（%）                               |
| ----------------------------------------- | ----------------------------------------- | ----------------------------------------- | ----------------------------------------- | ----------------------------------------- | ----------------------------------------- |
| 总计                                      | 188万4000                                 | 223万6100                                 | 100.0                                     | 100.0                                     | 100.0                                     |
| 英语                                      | 36万3400                                  | 53万3900                                  | 19.3                                      | 23.9                                      | 32.6                                      |
| 华语                                      | 56万6200                                  | 100万8500                                 | 30.1                                      | 45.1                                      | 47.7                                      |
| 汉语方言                                  | 94万8100                                  | 68万5800                                  | 50.3                                      | 30.7                                      | 19.2                                      |
| 其他                                      | 6400                                      | 7900                                      | 0.3                                       | 0.4                                       | 0.4                                       |

#### 华语
华语大致上是新加坡华族社会的通用语。华语是新加坡华人的指定母语或“民族语”，牺牲了其他汉语言的使用。新加坡由英国殖民统治的1920年代，华语引进了新加坡，在新加坡以华语为教学媒介语的华校日渐增加。
1979年，政府大力推广华语，推出讲华语运动。当时总理李光耀指出，选择华语是为了以单一语言，将华族社会统一起来。虽然有如李这样的政治家认为华语的地位可能超越英语，但是现实中的一些证据却与他的理论背道而驰。但不管如何，由于中国的经济崛起以及中国大量移民新加坡，华语在新加坡的地位还是在日渐上升的。今日，总体来说，华语仍然被看作是保持与中华文化的联系的方式。

#### 其他汉语言
其他漢語變體，有时不准确地称为汉语方言，例如福建话（闽南语）和广东话（粤语）也存在于新加坡。在这些语言之中，直至最近的1980年代，福建话（闽南语）曾作为非正式的商业语言。福建话不仅仅是新加坡华人之间的通用语，为了与占多数的华人沟通，马来人和印度人也广泛地学习福建话。

##### 人口统计
福建人（閩南泉漳人）

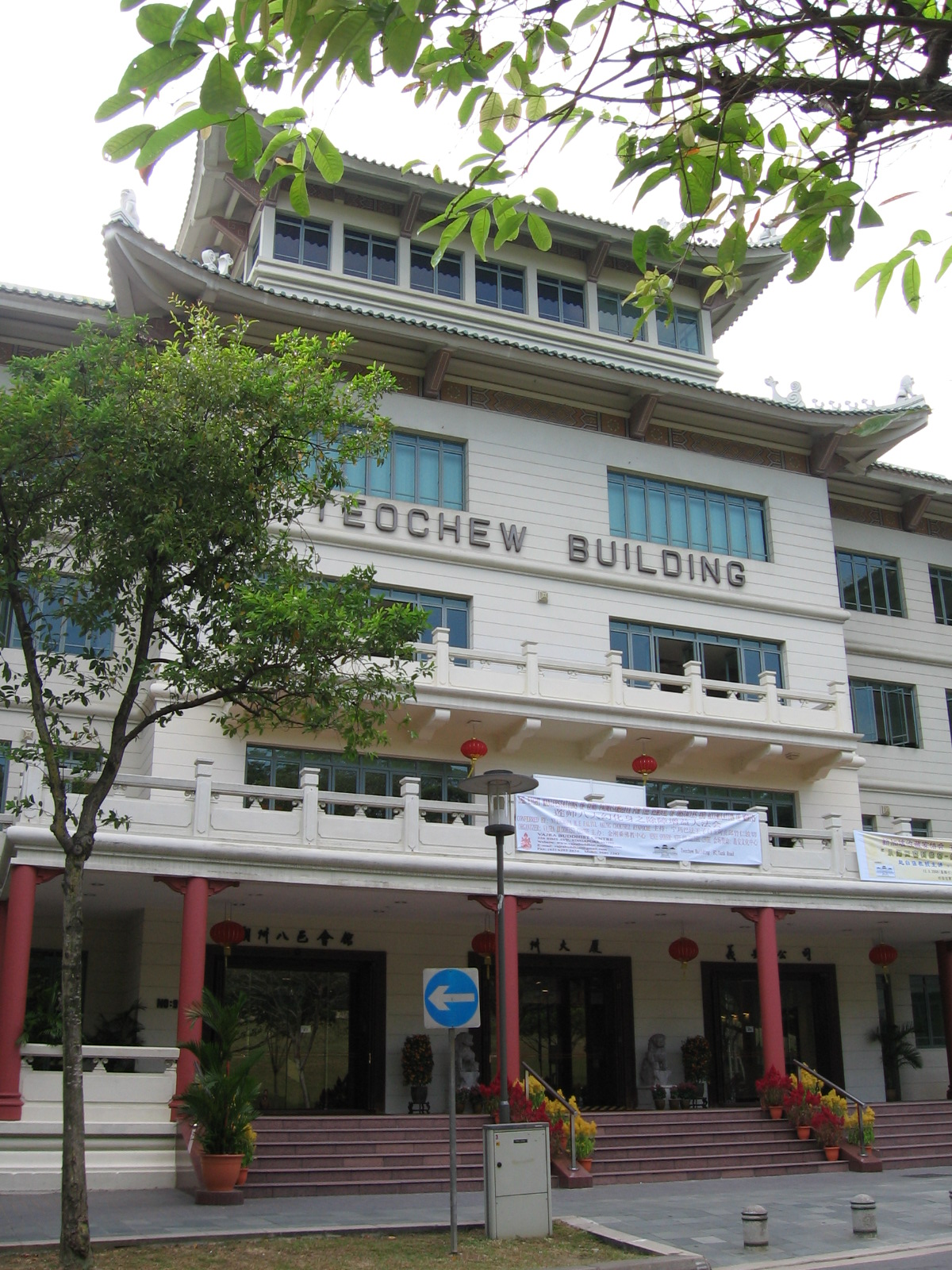
潮州大厦拥有新加坡著名的潮州宗乡会馆义安公司。

新加坡福建话的第一批使用者，是来自中国福建省南部的移民。这个语言源自中国泉州和漳州。印度尼西亚、马来西亚和新加坡部分地区目前正使用福建闽南话。闽南族群后裔（包括潮州人和海南人）在新加坡华族社会当中占多数。2005年，新加坡有1万7015户閩南家庭。其中，有27万3506人使用闽南话，现今在新加坡使用闽南话的人群包括多数的老一辈，一些中年人和小部分的年轻人。没受教育或低教育程度的老一辈和中年的新加坡闽南裔华人一般都操新加坡福建话（参杂马来语词汇的闽南话）。那些受高等教育的中年人和小部分的年轻人因为受到英语教育的影响及新加坡政府推广华语（標準漢語），加上新加坡政府长期严厉管制汉语“方言”的广播及广泛使用，失去了福建话的语言环境。为了学好闽南语，他们都在有线付费电视或网上接触过中國大陆福建闽南地区和台湾闽南语的流行音乐和电视节目，以及在脸书（Facebook）加入闽南语群组学习厦门话和台湾话，所以他们都操闽南语普遍通行腔調 （厦门话或台湾话）。

潮州人
2000年，新加坡华裔人口有21%是潮州人。他们源自中国广东省东部城市，如潮州市、汕头市和揭阳市。2005年，新加坡有11万5107人使用潮州话为家庭用语。但是由于闽南话泉漳話影响力较大加上潮州话与闽南语泉漳話有一定的相似性的因素，有一些中年人和小部分的年轻人都改讲闽南語泉漳話。
客家人
2000年，新加坡华裔人口有7.9%是客家人。他们源自广东省东北部的客家地区。2005年，新加坡有3199户客家与其他少数方言组家庭。
海南人
2000年，新加坡华裔人口有6.7%来自海南社会。海南人移民自中国海南省，大多数来自省份东北部。2005年，新加坡有3199户海南与其他少数方言组家庭。因为在新加坡使用海南话的人占少数，实际的使用者是使用新加坡少数汉语言的4万3343人当中的一部分。
廣東人（廣府人）
2000年，新加坡华裔人口有15.4%是广东人。大多数移民自中国广东省南部地区。广东话使用者是新加坡华人当中较大的群体，有13万6753人使用广东话为家庭用语。

#### 书面中文
新加坡使用的漢字可分為三個時期：
1. 1969年前：使用繁体字。
2. 1969年至1976年：頒佈《簡體字表》，不同於中华人民共和国的《漢字簡化方案》。
3. 1976年後：完全采用中华人民共和国制訂的简体字。1977年，新加坡停止再度简化汉字，终止简化长期以来造成的混淆。

虽然新加坡官方使用简体字，但亦不禁止使用繁体字。因此，招牌或广告图仍然使用繁体字，简体和繁体中文书籍也可在新加坡找到。新加坡的书法界仍然珍视以繁体字书写。

### 马来语言
13%的新加坡人使用马来语为他们的家庭用语。

#### 马来语
马来语被称为新加坡“国语”，以拉丁字母书写。为反映新加坡马来文化，新加坡国歌、新加坡荣誉制度和军事口令都是使用马来语。新加坡马来人，新加坡的原住民，一般上使用马来语。新加坡大多数的马来人使用马来语的柔佛—廖内方言，相当于西马来西亚和廖内群岛所讲的马来语。一些老一辈的新加坡华人、印度人以及欧亚人也会讲马来语，部分则会说“新加坡式马来语”，其与马来语的关系就像是“新加坡式英语”与英语的关系。

#### 其他马来语方言
巴刹马来语，一种马来语的混合语，曾经是各种族使用的通用语，直到1965年新加坡独立，通用语切换至英语。新加坡今日仍有1万名土生华人使用峇峇马来语（英語：Baba Malay），一种福建话和巴刹马来语的混合语。
历史上，新加坡也曾经使用其他南岛语系语言（有时不准确地称为马来语方言）。它们包括爪哇语、布吉语、米南佳保語、巴塔克语、巽他語、波亚尼语、班查語，以及马来语方言，例如巨港方言、吉打方言、丁加奴方言等等。长年以来，这些语言及方言的使用已渐渐下跌，因为注重标准马来语，目前在新加坡、马来西亚、文莱使用。马来语跟印尼语非常相似。

### 印度语言

#### 淡米尔语
2010年，新加坡总人口的9.2%是印度人。大约三分之二的印度族人口是来自印度东南部的泰米尔纳德邦的淡米尔语使用者。2000年，新加坡印度族人口有45.3%在家中使用泰米尔语，2005年下降至约38.8%。
学生可在学校学习淡米尔语为母语，但是由于某所学校的淡米尔学生比例很低，有几所学校不开办淡米尔语课程。这些学校的学生在Umar Pulavar淡米尔语言中心（UPTLC）上课，语言中心为没有淡米尔语课程的中学生提供淡米尔语（TL）、基础淡米尔语（BTL）、淡米尔语文学（TLL）以及高级淡米尔语（HTL），在放学时间教课。Umar Pulavar淡米尔语言中心曾经是圣乔治淡米尔语中学，1975年关闭，后来正式成为淡米尔语言中心。

#### 其他印度语言
所使用的其他印度语言包括马拉雅拉姆语、泰卢固语、旁遮普語、印地语和古吉拉特语。
马拉雅拉姆语是马拉雅拉姆人的母语，他们是新加坡印度族社会当中的第二大群体，有印度族人口的20%（2万5000人）。马拉雅拉姆语属于达罗毗荼语系，源自印度次大陆的西南部海岸喀拉拉邦。
印地语学会是新加坡最大的印地语教育机构。上课地点在七个印地语中心，以及参与平行印地语计划（英語：Parallel Hindi Programme，简称PHP）的54所学校。所教学的包括新加坡正式的全面印地语教育，从学前至大学预科。

### 欧亚语言

#### 克里斯坦语
克里斯坦语（Kristang）是新马一带的葡萄牙欧亚人使用的混合语。这个语言是葡萄牙殖民统治者将马来语、汉语、印度语及阿拉伯语的借词并入而产生的。当英国人接管新加坡时，克里斯坦语的使用逐渐下跌，因为葡萄牙欧亚人转而学习英语。今日，主要是年长者使用。

## 双语和多语言的使用

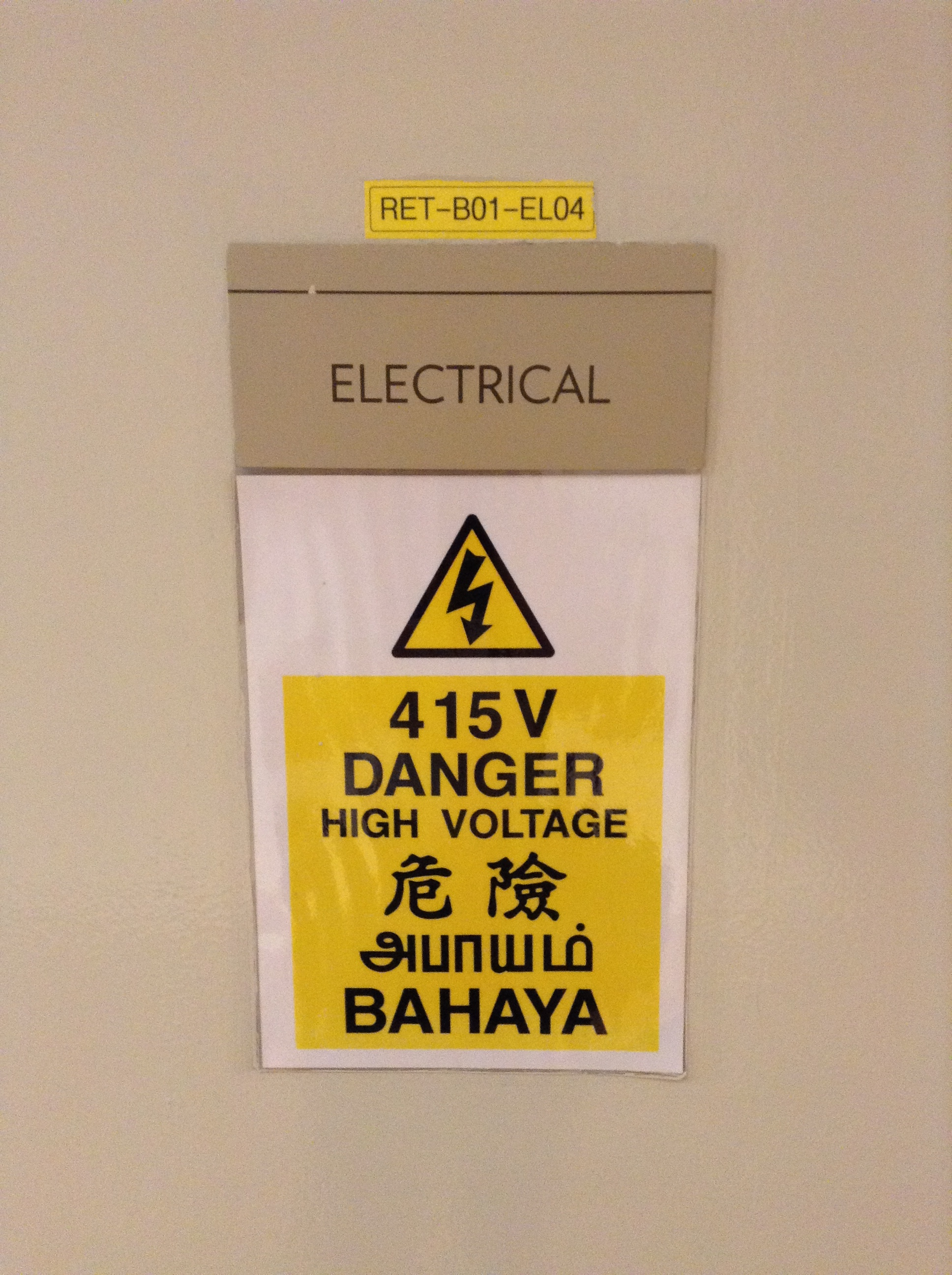
四语言的警示牌，以新加坡的四种官方语言文字示出：英文、中文（繁體）、淡米尔文以及马来文。

大部分新加坡人谙两种语言——英语及其他三种官方语言的其中一种。例如，新加坡华人大都会讲英语和华语。有些，尤其是老一辈的，则会说马来语和其他汉语言，如泉漳閩南话（福建話）、潮州话、广东话、客家话或海南话。

### 教育政策
新加坡实施双语教育的政策。就读政府学校的学生都以第一语言学习英语。中小学生也学习一个第二语言，也就是教育部所谓“母语”，分别是华语、马来语或淡米尔语。英语是所有政府学校的教学媒介语，学生每周也会上母语课。小学的道德教育课也是以学生母语上的。一般而言，在其他國家，“母语”一般指的是第一语言（L1），但新加坡教育部则使用“母语”来指自己定義的“民族语”或第二语言（L2）。
双语政策的影响因学生的种族而异。对于华族，最初落实政策时，许多学生發现自己挣扎于两种外语：英语和华语。虽然学生广泛在家中使用族語，可是课堂上却不能使用自身的祖傳語言，因为族語（福建話、潮州話、客家話等）被认为是“学习华语的绊脚石”。今日，虽然华语比较广泛地被使用，许多学生仍然挣扎于学习华语。为缓解他们的困难，教育制度已作出多次修改。这些包括已废止的EM3源流和华语B，两者都以比主源流较低水平教学生华语。
双语政策实行时，马来语社群也面对相似问题。今日，由于在各校缺乏支持，导致方言的使用下跌了。马来语成为爪哇人、波亚尼人、其他印尼族群以及阿拉伯人的通用语。马来语，而不是方言，被视为传达家庭和宗教价值观的语言。宗教学校（Madrasahs）、回教堂和宗教课全部采用马来语。然而，马来语正面对英语的竞争。
至于印度族，情况却有所不同。学生可选择读任何一種语言，如印地语、孟加拉语、旁遮普語、古吉拉特语和乌尔都语。
新加坡教育部对“母语”的定义，并不按照学生所学的家庭用语或第一语言，而是根据学生父亲的种族。例如，父是福建人/閩南裔，母是印度族淡米尔人，学生会自动被分配学习华语作为其母语。
2007年，教育部宣布将鼓励各校提供马来语或华语会话，给并不以其中一个或任何一个语言的学生读。教育部会为各校提供必要资源。2008年，有488所学校提供这个课程。
新加坡在中小学教学生英语和「政府隨意定義的母語」的“双语”政策被理论为捍卫亚洲文化认同感及价值观不受西方影响。

### 雙語教学所面对的挑战
在学校，新加坡华语的教学面临了挑战，因为更多新加坡人在家中使用英语。老一辈的新加坡华人对年轻一辈的新加坡华人的华语水平下降仍然关切着，因为他们视其为和中國保持聯繫及传统的流失。政府因而于2009年11月设立新加坡华语教研中心（Singapore Centre for Mandarin Language, SCCL）。教研中心旨在加强双语环境下华语作为第二语言的教学成效，并满足华语为非主要家庭语言学生学习華語的需要。
即使政府透过讲华语运动推广现代标准汉语的使用，新加坡华人之间华语及「假想中華文化」的传承仍然是个挑战，因为华语面对英语强烈的竞争。

### 新加坡外来人口
在新加坡，庞大的不讲英语的外来人口面临着新的挑战。新加坡36%的人口的外籍人士，而外籍人士占服务界的50%。遇到英语不流畅的服务人员是非常常见的，尤其许多外国人，如来自中華人民共和国的，不使用英语也能在日常生活中生存。这给使用英语的新加坡人带来问题，因为他们的第二语言说得不流畅。据《海峡时报》报道，自2010年7月起，在酒店、餐饮业及零售业的服务领域工作的外国人必须在英语测验中及格才能获得工作准证。若他们的员工在英语测验中及格，雇用外籍员工的雇主就可少缴90元的税。

## 社会语言学的问题

### 政治

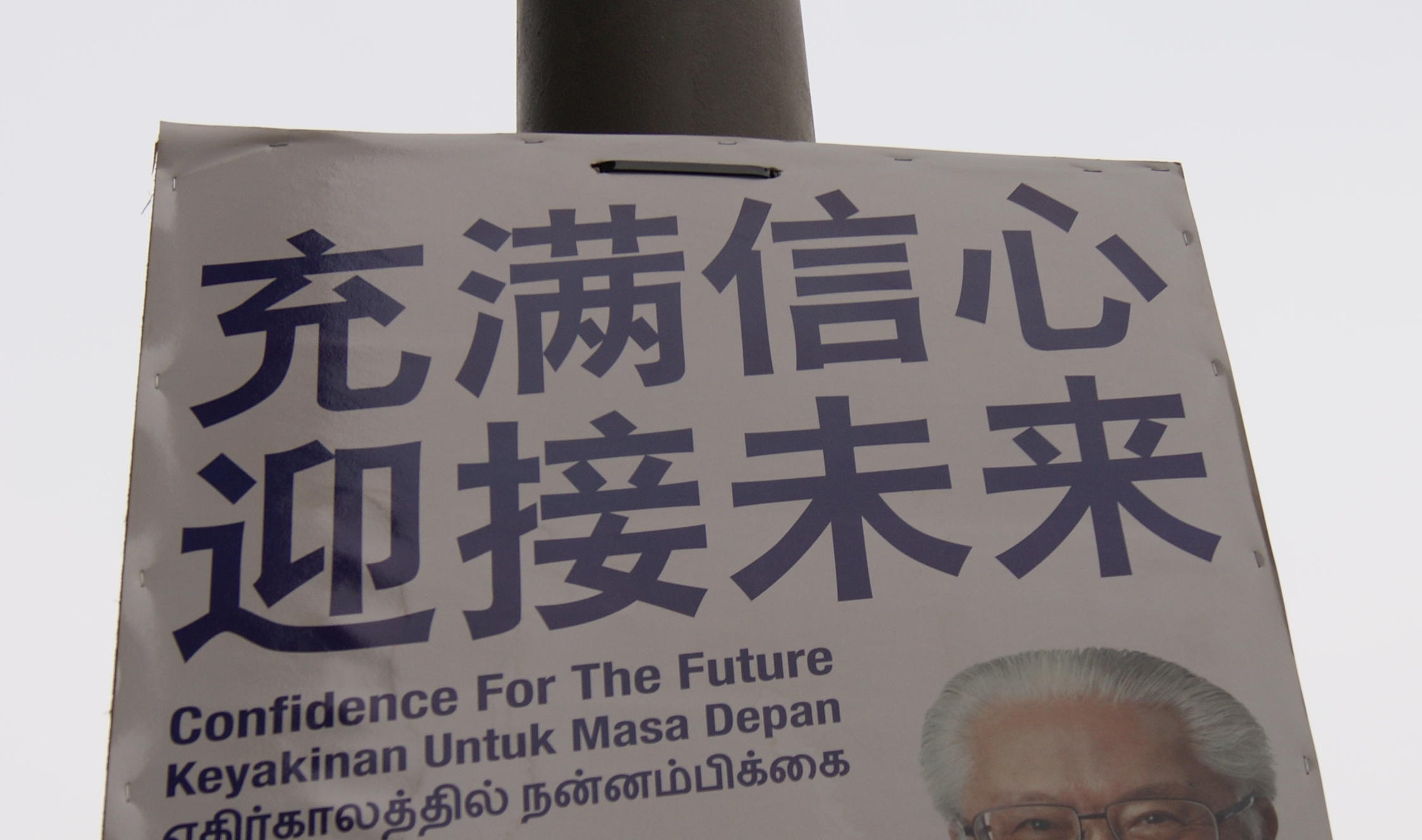
陈庆炎在2011年新加坡總統選舉中的四语竞选广告，从上至下依次为华语、英语、马来语和泰米尔语

语言在新加坡政治扮演着重要的角色。迄今，新加坡政治人物必须能够说一口流畅的英语和母语（甚至是方言），才能够深入到新加坡多语言的社会。
在1980年代之前，政治人物以马来语、英语、新加坡福建話、新加坡華語及其他汉语方言致辞是常见。举例来说，在1960年代，李光耀在政治或群众大会的演讲学习和常用福建话，以便争取来自福建话社群的选票。林清祥有魅力地使用福建话，以争取反对票。由于在争取受华文教育的选民的选票时遇到困难，李光耀需学习讲华语，以争取讲华语社会的选票。
虽然方言的使用已减少，截至2011年大选，选举的群众大会继续使用汉语方言。比方说，刘程强在潮州人占多数的后港选区的选举群众大会说一口流利的潮州话。政治人物以主要语言，如英语、华语和马来语致辞是常见的。

### 不同的文化响应
一些新加坡人视新加坡式英语为新加坡独产，象征着“新加坡身份认同感”。因此，他们以讲新加坡式英语为荣，即使新加坡式英语被认为是英语的混合语。另一方面，新加坡政府不鼓励新加坡式英语的使用，鼓励新加坡人讲正确英语。这引起人们不同的文化响应，使用各种类的英语。在一方面，标准英语的使用是为了更好的教育，在另一方面，新加坡式英语的使用是为加强新加坡身份认同感。
新加坡华语也有相似情况。新加坡以标准华语教学，但一般民众较常使用新加坡式华语。

### 语言流失
一些新加坡人认为，与今日相比，在1950年代，新加坡更加多语言。方言保留主义者批评新加坡的双语政策造成新加坡汉语方言的使用下跌。还有一些新加坡人批评，新加坡的双语教育没有办法成功地确保国人同时精通英语和有效的掌握“母语”。

## 媒体和艺术
新闻通讯及艺术部（MICA）限制媒体对汉语方言的使用。理由是新加坡华人已经承受着学习英语和华语的负担，媒体对汉语方言的使用只会增加他们的精神负担。但是，为了满足只谙方言的老一辈新加坡人的需求，视频、VCD、DVD、需付费订阅的电台服务以及需付费的电视频道获豁免遵守MICA的限制。两家免付费的频道——奥多频道（Okto，已於2019年5月停播）和8频道也分别获准放映方言歌剧和含有少量方言内容的艺术电影。更多当地电影也含有方言，或以方言放映。电影节所展出的作品也没有受到任何限制。
在传统艺术的方言的使用没那么受到管制。因此，方言已成功存活甚至是兴旺于传统艺术这方面。在新加坡，各种类华族傳統戲曲包括福建歌仔戲（薌劇）、潮州戲（潮劇）、海南戲（瓊劇）和廣東戲（粵劇）。从前，这种多样性鼓励受欢迎的故事剧本的各方言翻译。双语政策和讲华语运动实行后，歌剧引入了华语字幕，以助观众理解。今日，因为英语的使用提升，一些歌剧团不仅仅提供英语字幕，还把整个歌剧翻译成英语。对于这些歌剧，字幕可以华语或方言，或一并提供。这样一来，即便是专用方言，华族歌剧也尽可能延伸到广泛的观众群。
宗乡会馆也在保留方言方面扮演着角色。以往，根据他们的各自籍贯，宗乡会馆为中国移民提供援助。当今，会馆提供让谙同一方言的人聚集和互动的地方。比如，福建会馆举办表演艺术、书法、汉语及福建话的课程。他们也举行两年一度的福建文化节，旨在推广福建习俗和文化。这些努力能防止汉语方言的流失。
欧亚人士协会也举办克里斯坦语（Kristang）课程，任何年龄都可参加。这样一来，协会希望保留欧亚传统独特的一面。

### 新加坡中华总商会
新加坡中华总商会曾经分配各理事代表不同汉语方言组。总商会则根据各方言组的相对大小分配席位。例如福建人在总商会拥有最多席位。不过，这一做法已于2010年废止。

### 印度语言的待遇
淡米尔语以外的印度语言并并不受像华语以外的汉语言和其他马来语方言一样的对待。虽然只有淡米尔语有官方地位，新加坡没有出现过任何不鼓励印度语言的使用或传播。随着新加坡涌入讲印度语言的印度移民，来自这些家庭的学生可选择在小學離校考試（PSLE）和剑桥“O”、“N”和“A”水准考试选修孟加拉语、古吉拉特语、印地语、旁遮普語和乌尔都语作为他们的母语。当地电影院放映这些语言的电影，而淡米尔语电影也受各族群的印度侨民欢迎。此外，当地印度频道春天频道（Vasantham）也拥有放映这些语言的电视剧的时间段。

### 方言保留问题
非华语的汉语言（新加坡政府归类为方言）的使用自1965年新加坡独立以来不断急剧下降。这一部分是因为1979年推行的讲华语运动。作为运动的一部分，电视和电台所有方言节目一律停播。总理停止以福建话演讲，以免传达给人们错误的信息。截至1980年代晚期，华语在某种程度上成功取代方言，作为在例如参观和公共交通的公共场所比较偏好使用来沟通的语言。
自2000年代以来，新加坡华族社会之间越来越多人关切方言的保留。这是因为使用方言作为家庭用语的人数急跌。大多数少于40岁的新加坡华人有英语和华语的应用知识，却没有任何其他在新加坡使用的汉语言的知识。然而，绝大部分老一辈的新加坡华人只谙其他汉语言，只懂一点或不懂华语。因为这样，导致年轻一辈的国人与祖父母有语言上的沟通障碍。新加坡的华族文化和方言保护主义者担心，方言的使用下降可导致最终新加坡不再使用方言。

### 倡导学习方言是“愚蠢”的
2009年3月，新加坡的《海峡时报》刊登一片报章，关于南洋理工大学语言学与研究部举办的语言和多元化研讨会。文章提及引自南洋理工大学（NTU）语言学与语言研究部代主任Ng Bee Chin博士的话：“虽然新加坡人仍然通晓多语言，但是40年前，我们甚至能通晓更多。幼儿已经不再使用这些语言了。只需花上一代的时间就能使一个语言逝去。”
这促使来自李光耀资政首席私人秘书徐宏达的回应。在写给《海峡时报》论坛的主编的来函中，他强调英语和华语的重要性超于方言，还有使用方言如何“干涉华语和英语的学习”。李光耀后来也在讲华语运动推行30周年纪念的致辞中证实。参照新加坡数十年来实施双语教育政策的进度，徐宏达也表示，“任何新加坡机构或南洋理工大学倡导学习方言是愚蠢的，因为这因而牺牲英语和华语的使用。”

### 当地电影的方言使用
近年来，新加坡电影制作人一直都在电影中结合方言。电影《新加坡卡卡 （页面存档备份，存于）》中，一名买纸巾的人唱了一首福建歌，而《珀斯》讲述一名新加坡德士司机使用福建话和广东话。当地导演认为，方言至关重要，因为有些话不能用华语带过，而方言是新加坡不可或缺的一部分，给当地人会喜欢的一股真实感。
当地电影《881》发行后，复兴了歌台的流行。自电影发行以来，主要以福建话和潮州话进行的歌台年轻一代越来越流行。对于电影《881》的响应，新加坡国立大学（NUS）社会学主任蔡明发教授于《海峡时报》评论说：“在银幕上使用福建话，给福建话一种叛逆的效果。这就像起死回生。”
《881》电影原声带的唱片销量是新加坡第一个破万（platinum）的当地电影原声带。

### 再度关注方言的学习
自2000年，新加坡政府似乎已放宽对方言的立场。2002年，各宗乡会馆，如琼州会馆和潮州八邑會館，开始开办课程教方言。这是为了响应国人对想要学习方言来与华族传统和文化重新联系的欲望。2007年，来自巴耶利峇美以美女子小学的140名学生学习福建话和广东话，以更好地与年长者沟通。年长者自己教学生如何说这些语言。这项计划旨在拉近因为压制方言而造成的距离。同样地，德明政府中学的中三生现在可以上一个叫做“流行歌曲文化”的课程。这个课程让他们透过1970年代到80年代的方言流行歌曲，学习各方言组的流行歌曲文化。除此之外，学生也可选修不同方言组的不同风味和饮食文化。

## 新加坡语言社会生态学
新加坡语言情况在整个历史上发生了许多变化。语言学家安西娅·菲沙·古普塔（Anthea Fraser Gupta）形容，这样的变化是語言替換，主要以实用主义为引导。新加坡的語言替換由全球化、政府语言政策以及世界经济力量形成。
三个世纪的变化概述：
| 日期     | 1800年 | 1900年 | 2000年 |
| -------- | --- | --- | --- |
| 历史情况 | - 马来苏丹国 | - 英国殖民地 | - 独立国家 |
| 经济基础 | - 马来沿海模式——贸易、“海盗”及渔业、农业                                                                               | - 英国开辟的城市中心，贸易及渔业、农业，作为更广泛区域的活动基地 | - 金融及投资、高科技产业、转口贸易 |
| 种族     | - 马来沿海模式——“马来人”、华人、印度人、阿拉伯人、泰国人                                                               | - 明确区分“当地人”和“欧洲人”（1901年人口普查仅少于2%）。 - 华人（1901年为44%）和印度人（11%）比例增加。来自不同地区（尤其是马来群岛）的“马来人”（42%）持续到来。 - 关注于按照种族分类。官方支持各种族住屋隔离，分开居住。                                        | - 明确区分公民、永久居民（2000年，74%人口是公民，7.2%是永久居民）以及外籍居民。公民：华族（77%）、“马来族”（14%）、印度族（7%）。 - 法律规定，多数住屋及某些学校必须种族融合。 |
| 语言     | - 主要是“马来语”（显密种类），次要是阿拉伯语，及其他个别种族的语言。有提供马来语和阿拉伯语的教育，但仅仅是为了少数人。 | - 许多个别种族的语言，马来语各种类广泛用作通用语，也是一些种族群体的母语。 - 政府对马来语教育（马来人）和英语教育（非马来人）给予支持。 - 其他私立、宗教及社区组织提供其他语言的教育（包括泰米尔语、福建话、潮州话），教育仍是少数族群活动，但接受教育人数上升。 | - 少数单语人士。学前儿童的主导语言现在是英语（所有种族）和华语（华族人口）——两者在1900年都不是主导语言。马来语和福建话比起1950年较少用作跨种族语言。马来语增加使用，以相关语言为代价。 - 英语占优势，为跨语言通用语，政府只支持以英语教学的教育，还有一种“种族”的“母语”。华语普遍成为华族的通用语，被视为他们的母语。 - 教育近来为强制性，但已经30年来几乎是普遍性的。 |

## 深入阅读
- Wendy D. Bokhorst-Heng、Imelda Santos Caleona 合编：“多语言的新加坡的双语青年的语言态度”（英語：The language attitudes of bilingual youth in multilingual Singapore）《多元文化和多语言发展期刊（英语：Journal of Multilingual and Multicultural Development）》。第30卷，2009年第三次发行。p. 235-251. DOI: 10.1080/01434630802510121。提供于Taylor & Francis。
- Tan, Sherman (2012), "Language ideology in discourses of resistance to dominant hierarchies of linguistic worth: Mandarin Chinese and Chinese ‘dialects’ in Singapore." The Australian Journal of Anthropology, 23: 340–356. doi: 10.1111/taja.12004 (abstract （页面存档备份，存于）)